# 135. pehotni polk (Italija)
135. pehotni polk Campania (izvirno italijansko 135º Reggimento fanteria) je bil pehotni polk Kraljeve italijanske kopenske vojske.

## Zgodovina
Med prvo svetovno vojno je bil polk nastanjen na soški fronti in leta 1920 v Zgornji Šleziji.